# Gnophomyia cryptolabina
Gnophomyia cryptolabina is een tweevleugelige uit de familie steltmuggen (Limoniidae). De soort komt voor in het Oriëntaals gebied.